# 柴崎さき
柴崎さき（しばさき さき）は、東京都調布市柴崎のゆるキャラ。狛犬の女の子。

## 概要
2012年3月25日生まれ、2012年4月29日にデビュー。ピンク色は、調布市の花であるサルスベリの色をモチーフとしている。地域のPRのために、出身である調布市をはじめ、各地のイベントに出演している。2013年には海外向けのニュースで、ゆるキャラグランプリ2013において東京から出場しているキャラクターとして、「すがもん」「シャロウムちゃん」「えどちゃん」「戸越銀次郎」とともに柴崎さきが紹介されている。また、同年に開かれた第97回日本陸上競技選手権大会のサブイベントでは、日本陸上競技連盟公式マスコットの「アスリオン」、スポーツ祭東京2013のマスコット「ゆりーと」2体、調布市仙川商店街のマスコット「ハーモニー君」と共に、調布市のマスコットとしてレースを行った。セクシーすぎるゆるキャラとしても、2014年頃からネット上で話題となっている。

## 著名人の反応
- 漫画家の田中圭一はツイッターにて「柴崎さき･･･なんだろう？ボッコ隊長に通じる『かわいい動物キャラなのに無駄にエロい』感じがする。」と発言している[11]。
- 非公式ソング「恋のさきさき☆レボリューションですよう☆」を制作したボカロPで音楽家のOSTER Projectは、書籍『ボカロPの中の人』において、現在はまっているマイブームとして柴崎さきを挙げ、「グリーティングのみならず、Twitterでも優しい語り口でファンの方と接してくれたり、イベントのために頑張ってダンスを練習したり、地域をPRするだけでなくファンの人たちとの時間を大切にしようという彼女の思いやり、努力を身に沁みて感じます。」と述べている[12]。